# Rivière Cloquet
Pour les articles homonymes, voir Cloquet.
La rivière Cloquet est un cours d'eau qui coule dans l'État du Minnesota aux États-Unis.

## Géographie
Cette rivière prend sa source dans le Comté de Lake. Elle s'écoule vers le Sud en direction de la rivière Saint-Louis dont elle est un des principaux affluents. Elle traverse le territoire de la localité de Cloquet. Son parcours a une longueur de 167 kilomètres. La rivière Cloquet contribue au bassin fluvial du fleuve Saint-Laurent.

## Histoire
La rivière était dénommée en langue ojibwé Gaa-biitootigweyaag-ziibi par les Amérindiens de la Nation Ojibwé et qui signifiait La rivière parallèle à la rivière Saint-Louis. Le nom de rivière Cloquet apparaît dans les cartes hydrographiques du bassin supérieur du fleuve Mississippi et de la région des Grands Lacs, du géographe et mathématicien français Joseph Nicollet.
La toponymie française de Cloquet est incertaine, selon les historiens américains, le nom pourrait dater de l'époque des trappeurs et coureurs des bois canadiens-français qui arpentaient le Pays des Illinois, ou bien avoir été donné en mémoire des frères Hippolyte Cloquet et Jules Cloquet, médecin personnel du général Gilbert du Motier de La Fayette.

## Sources
1. ↑  
  - O'Meara, Walter (1974). We Made It Through the Winter: A Memoir of Northern Minnesota Boyhood. St. Paul: Minnesota Historical Society. pp. 2; 115.
  - Carroll, Francis M. (1987). Crossroads in Time: A History of Carlton County, Minnesota. Cloquet, Minnesota: The Carlton County Historical Society. pp. 203–5.
  - Luukkonen, Larry; Wisuri, Marlene (2004). A Hometown Album: Cloquet's Centennial Story. Cloquet, Minnesota: Carlton County Historical Society. pp. 16–18.